# FC Obolón-Brovar
El Football Club Obolon-Brovar, antiguo  FC Obolón Kiev, es un club de fútbol ucraniano del raión Obolón de la ciudad de Kiev, fundado en 1992. El equipo disputa sus partidos como local en el Estadio Obolón y juega en la Persha Liha. Debe su nombre a su patrocinador principal, la cervecera Obolón desde 1999.

## Historia
El club fue fundado en 1992 como Zmina (en ucraniano: Зміна, en español: Cambio), pero cambió su nombre un año después a Zmina-Obolón debido a que procedía de la histórica localidad cercana a Kiev. En 1995 se eliminó el nombre Zmina y quedó solo Obolón. El club adoptó su nombre actual, FC Obolon, el 23 de abril de 2001. En 1995 consiguió su estatus profesional y entró en la Druha Liha, la tercera división ucraniana, en la temporada 1995/96.
Tras finalizar en tercera posición en la Persha Liha, segunda división, en la temporada 2001/02, el Obolón logró ascender a la Liga Premier en la campaña 2002/03, tras expandirse la liga a 16 equipos. En 2005 descendió de nuevo a la Persha Liha y regresó a la máxima competición en la temporada 2009/10, donde solamente estuvo 1 año, y actualmente regresó a la Persha Liha.